# 倉坊主

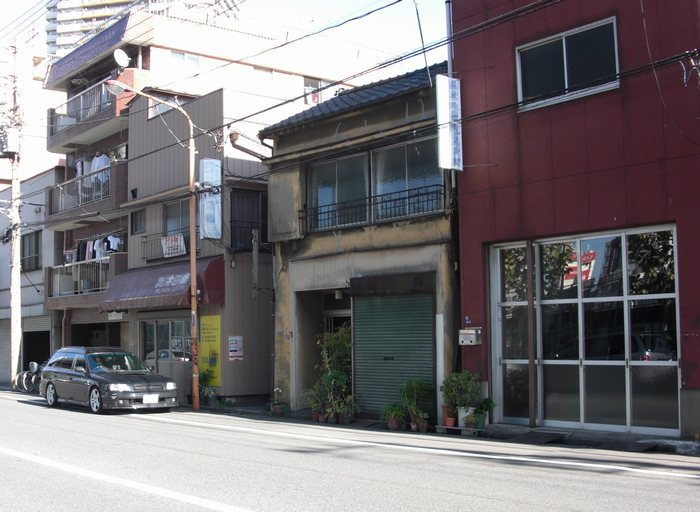
東京都墨田区吾妻橋。数原宗徳の倉があったとされる。

倉坊主（くらぼうず）は、根岸鎮衛による江戸時代の随筆『耳嚢』巻之九にある江戸（現・東京都）の怪異。原題は「怪倉の事」であり、「倉坊主」の名は『妖怪お化け雑学事典』（講談社）によるもの。

## 概要
本所（現・東京都墨田区）の隅田川近くに数原宗徳という幕府の御用医師が住んでいたが、昔から彼の屋敷の倉には不思議な言い伝えがあった。倉の中に奇妙なものが住んでおり、家人が倉から何か物を出したいときには、そのたびに断りを入れなければ凶事があるとのことだった。その代わり、どの品物を明日欲しいと倉に願うと、翌朝にはその品物が倉の前に揃っているのだった。
ある年のこと。数原邸が火事にあったが、なぜか件の倉だけは焼け残った。寝床を焼かれた数原の家来の一人の書生が寝床を求め、この倉に何者かが住んでいても非常時ならば問題ないとして、倉の中を片付けてそこに寝ていた。すると恐ろしい顔つきの坊主が現れて、許可なく倉に立ち入ったこと、さらには無礼にも倉の中で寝たことを責めた。そして、本来ならば命を奪うところだが、非常時なので許し、今後は決して立ち入ることのないようにと言い残して姿を消した。驚いた書生は、たちまち倉を逃げ出した。
以来、数原家では毎年決まった日に、倉の前で祭礼を執り行うようになったという。 
なお、数原家代々の墓所は神奈川県伊勢原市の日蓮宗上行寺にある。もともと寺自体は江戸時代から白金(現在の明治学院大学の真正面)にあったが、戦後になり伊勢原に移転した。